# 1980
1980 (MCMLXXX) je bilo prestopno leto, ki se je po gregorijanskem koledarju začelo na torek.

## Dogodki
- 26. januar – Izrael in Egipt vzpostavita diplomatske odnose.
- 13. februar – pričetek 13. zimskih olimpijskih iger v Lake Placidu (New York).
- 1. marec – sonda Voyager 1 potrdi obstoj Saturnove lune Janus.
- 27. marec – naftna ploščad Alexander L. Kielland se prevrne v Severnem morju, umre 123 od 212 članov posadke.
- 18. april – Zimbabve se osamosvoji od Združenega kraljestva, ministrski predsednik postane Robert Mugabe.
- 8. maj – več kot 140 državnih delegacij se udeleži pogreba jugoslovanskega predsednika Josipa Broza - Tita v Beogradu.
- 18. maj – izbruhne Sveta Helena in povzroči smrt 57 ljudi ter 3 milijarde dolarjev škode.
- 22. maj – izide Pac-Man, najbolj prodajana videoigra vseh časov.
- 1. junij –  v Trbovljah je ustanovljena slovenska skupina Laibach.
- 29. junij – Vigdís Finnbogadóttir je izvoljena za predsednico Islandije, s čimer postane prva demokratično izbrana vodja države ženskega spola na svetu.
- 9. julij – Papež Janez Pavel II. obišče Brazilijo. Množica, ki ga pride pozdravit, do smrti potepta 7 ljudi.
- 19. julij – pričetek poletnih olimpijskih iger v Moskvi.
- 30. julij – Vanuatu postane samostojna država.
- 31. avgust – po več tednih delavskih protestov v Gdansku pod vodstvom Lecha Wałęse je podpisan socialni sporazum z oblastmi, ki predpostavlja tudi ustanovitev neodvisnega sindikata.
- 5. september – v Švici je odprt cestni predor Gotthard, takrat najdaljši cestni predor na svetu.
- 17. september – na Poljskem je ustanovljen sindikat Solidarność, prva neodvisna organizacija te vrste v vzhodnem bloku.
- 22. september – pričetek iransko-iraške vojne.
- 4. november – Ronald Reagan na ameriških predsedniških volitvah z veliko prednostjo premaga Jimmyja Carterja.
- 23. november – močan potres opustoši regijo Irpinia v južni Italiji.

## Svetovna populacija
| Latinska Amerika | Južna Amerika & Karibi |

| Severna Amerika | Severna Amerika |

## Rojstva
- 9. januar – Uroš Zorman, slovenski rokometaš
- 13. januar – Wolfgang Loitzl, avstrijski smučarski skakalec
- 19. januar – Matic Osovnikar, slovenski atlet
- 12. februar – Juan Carlos Ferrero, španski tenisač
- 28. februar – Sigurd Pettersen, norveški smučarski skakalec
- 21. marec – Ronaldinho, brazilski nogometaš
- 12. april – Erik Mongrain, kanadski kitarist in skladatelj
- 17. april – Matej Avbelj, slovenski pravnik
- 6. maj – Brooke Bennett, ameriška plavalka
- 18. junij – Peter Oset, slovenski glasbenik, član Modrijanov
- 13. julij – Milan Golob, slovenski gledališki režiser
- 18. julij – Kristen Bell, ameriška igralka
- 19. julij – Urška Arlič Gololičič, slovenska operna pevka – sopranistka
- 20. julij – Gisele Bundchen
- 26. julij – Jacinda Ardern, novozelandska političarka
- 2. september – Boštjan Udovič, slovenski politolog in ekonomist
- 8. oktober – Marko Samec, slovenski pesnik
- 15. oktober – Tom Boonen, belgijski kolesar
- 7. december – Dan Bilzerian, ameriški igralec, poslovnež in ljubiteljski pokeraš
- 15. december – Annalena Baerbock, nemška političarka
- 18. december – Christina Aguilera, ameriška pevka

## Smrti
- 26. januar – Lavo Čermelj, slovenski fizik in publicist (* 1889)
- 28. januar – Ciril Kosmač, slovenski pisatelj (* 1910)
- 13. februar – Marian Rejewski, poljski matematik, kriptolog (* 1905)
- 18. marec – Erich Fromm, nemško-ameriški psiholog in filozof (* 1900)
- 23. marec – Jacob Miller, jamajški pevec reggaeja, glasbenik (* 1952)
- 25. marec – Roland Barthes, francoski kritik, esejist, filozof in semiotik (* 1915)
- 3. april – sir Edward Crisp Bullard, angleški geofizik (* 1907)
- 15. april – Jean-Paul Sartre, francoski filozof, dramatik, scenarist, pisatelj in literarni kritik (* 1905)
- 29. april – Alfred Hitchcock, britanski filmski režiser (* 1899)
- 4. maj – Josip Broz Tito, predsednik SFRJ (* 1892)
- 7. junij – Henry Miller, ameriški pisatelj in slikar (* 1891)
- 18. junij – Kazimierz Kuratowski, poljski matematik (* 1896)
- 25. julij – Vladimir Semjonovič Visocki, ruski pevec, pesnik, igralec in pisatelj (* 1938)
- 27. julij – Mohamed Reza Pahlavi, iranski šah (* 1919)
- 31. julij – Ernst Pascual Jordan, nemški fizik in matematik (* 1902)
- 4. avgust – Joseph Ashbrook, ameriški astronom (* 1918)
- 16. september – Jean Piaget, švicarski psiholog (* 1896)
- 17. september – Anastasio Somoza Debayle, nikaragovski diktator (* 1925)
- 25. september – John Bonham, angleški bobnar (* 1948)
- 7. november – Steve McQueen, ameriški filmski igralec (* 1930)
- 14. november – Maksim Gaspari, slovenski slikar (* 1883)
- 8. december – 
  - Ignac Koprivec, slovenski pistelj, novinar in urednik (* 1907)
  - John Lennon, angleški pevec, tekstopisec in kitarist (* 1940)
- 31. december – Herbert Marshall McLuhan, kanadski literarni kritik, medijski teoretik in filozof (* 1911)

## Nobelove nagrade
- Fizika – James Watson Cronin, Val Logsdon Fitch
- Kemija – Paul Berg, Walter Gilbert, Frederick Sanger
- Fiziologija ali medicina – Baruj Benacerraf, Jean Dausset, George D. Snell
- Književnost – Czesław Miłosz
- Mir – Adolfo Pérez Esquivel